# Лил Мо
Лил Мо (англ. Lil' Mo), настоящее имя — Си́нтия Ка́рен Ло́винг (англ. Cynthia Karen Loving; 19 ноября 1978, Лонг-Айленд, Нью-Йорк, США) — американская певица, автор песен и музыкальный продюсер.

## Карьера
Лил Мо начала  свою музыкальную карьеру в 1998 году.

## Личная жизнь
В 2001—2007 года Лил Мо была замужем за Элем Стоуном. У бывших супругов есть две дочери — Хевен Лав'он Стоун (род.19.08.2002) и Год'исс Лав Стоун (род.24.02.2005).
В 2008—2014 года Лил Мо замужем во второй раз за музыкантом Филлипом Брайантом. У бывших супругов есть два сына — Джастин МакКензи Брайант (род.16.01.2009) и Джона Мэддокс-Филлип Брайант (род.10.07.2012).
С 1 октября 2014 года Лил Мо замужем в третий раз за боксёром Карлом Дэрганом, с которым она встречалась год до их свадьбы. У супругов есть сын — Карл Шариф Дэрган (род.28.08.2015).